# Чёрная гора (Черногора)
Чёрная гора (Поп-Ива́н Черногорский, Черногорец; укр. Піп Іван) — одна из высочайших вершин хребта Черногора, третья по высоте вершина Украины, находится на юго-восточном конце хребта на границе Ивано-Франковской и Закарпатской областей. Высота 2020,5 м. Не следует путать гору Поп-Иван Черногорский с другой вершиной Карпат — Поп-Иван Мармарошский, расположенной на границе Украины и Румынии.

## Описание

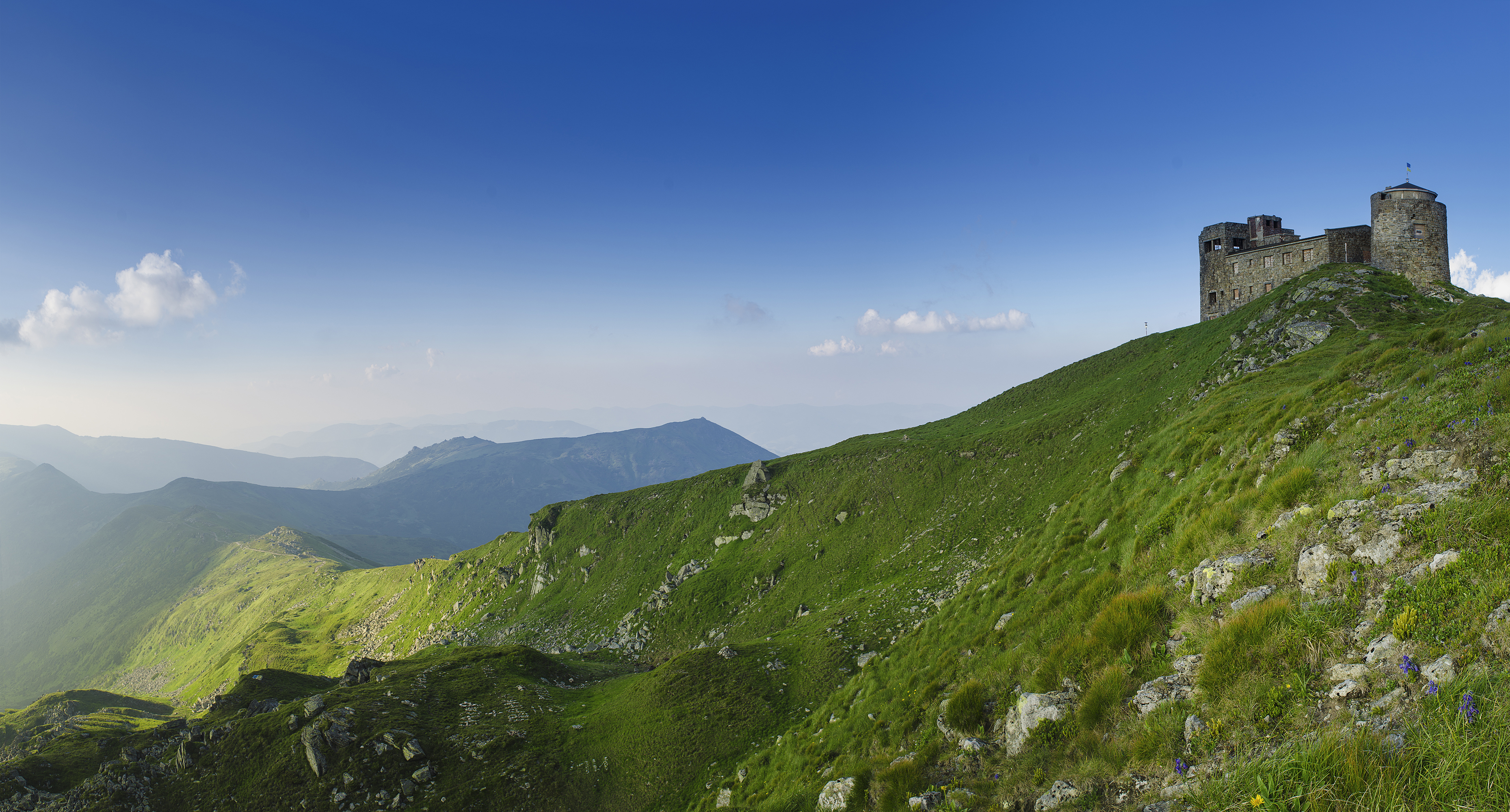
Руины обсерватории на вершине горы

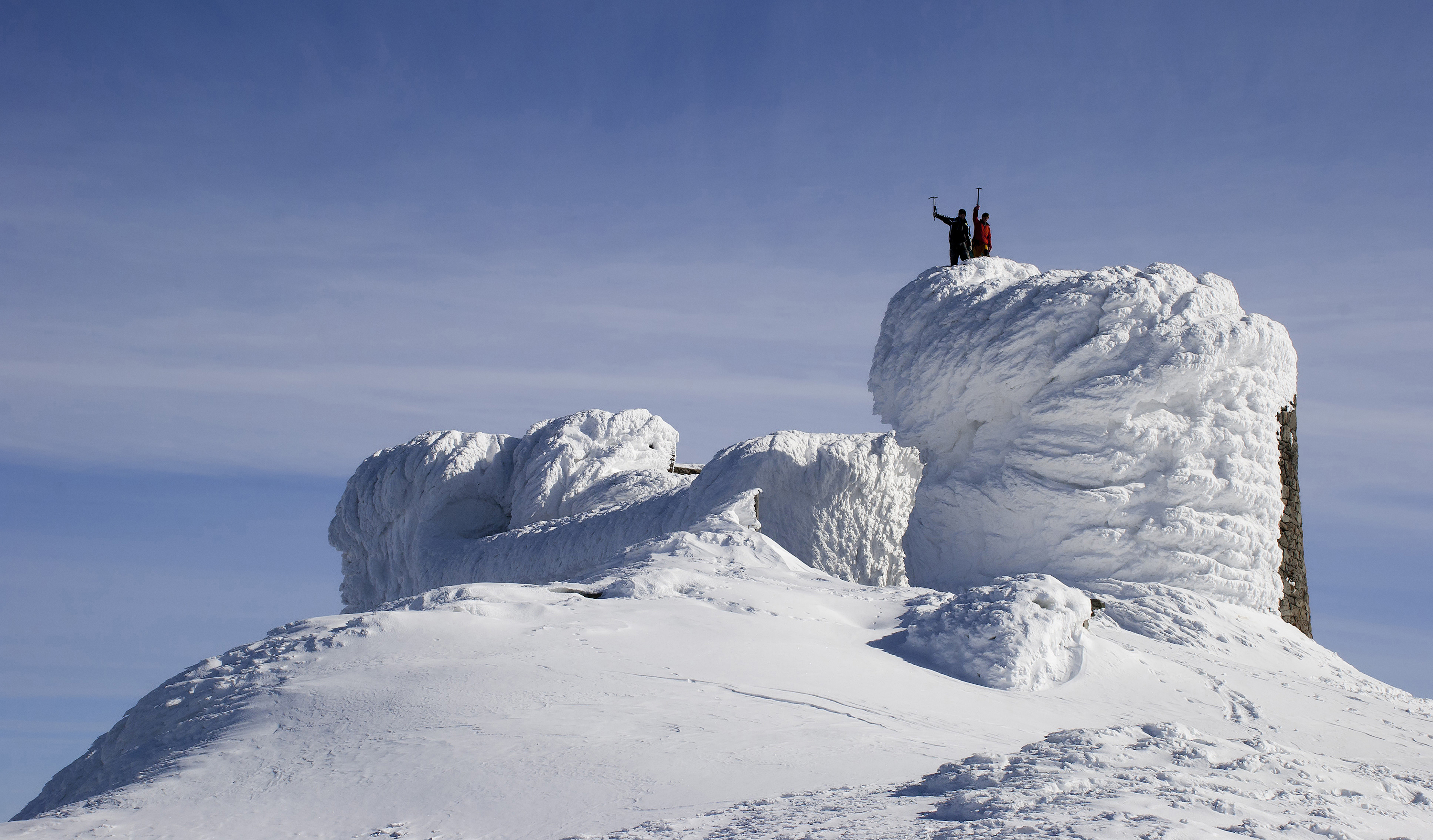
Вершина горы зимой «Белый слон»

Имеет пирамидальную форму, в верхней части — каменные россыпи. Образован песчаниками. Находится в пределах Карпатского государственного национального парка. На довоенных польских картах гора обозначалась как столб № 16. Покрыта преимущественно субальпийской растительностью. Распространены кустарники (можжевельник сибирский, рододендрон) и еловые леса (на высоте 1500—1600 м).
Название, по преданиям, гора получила за скалу на вершине, которая была похожа на попа в рясе. Сейчас от скалы остались лишь обломки. На самом же деле более старым названием горы является «Чёрная гора», полученное ею после того, как легендарный Довбуш победил на ней чёрта, или «Чёрную беду». Название же «Поп-Иван» гора получила после описки при составлении карт. Впрочем, учёные до сих пор выясняют, какое название было дано горе изначально.

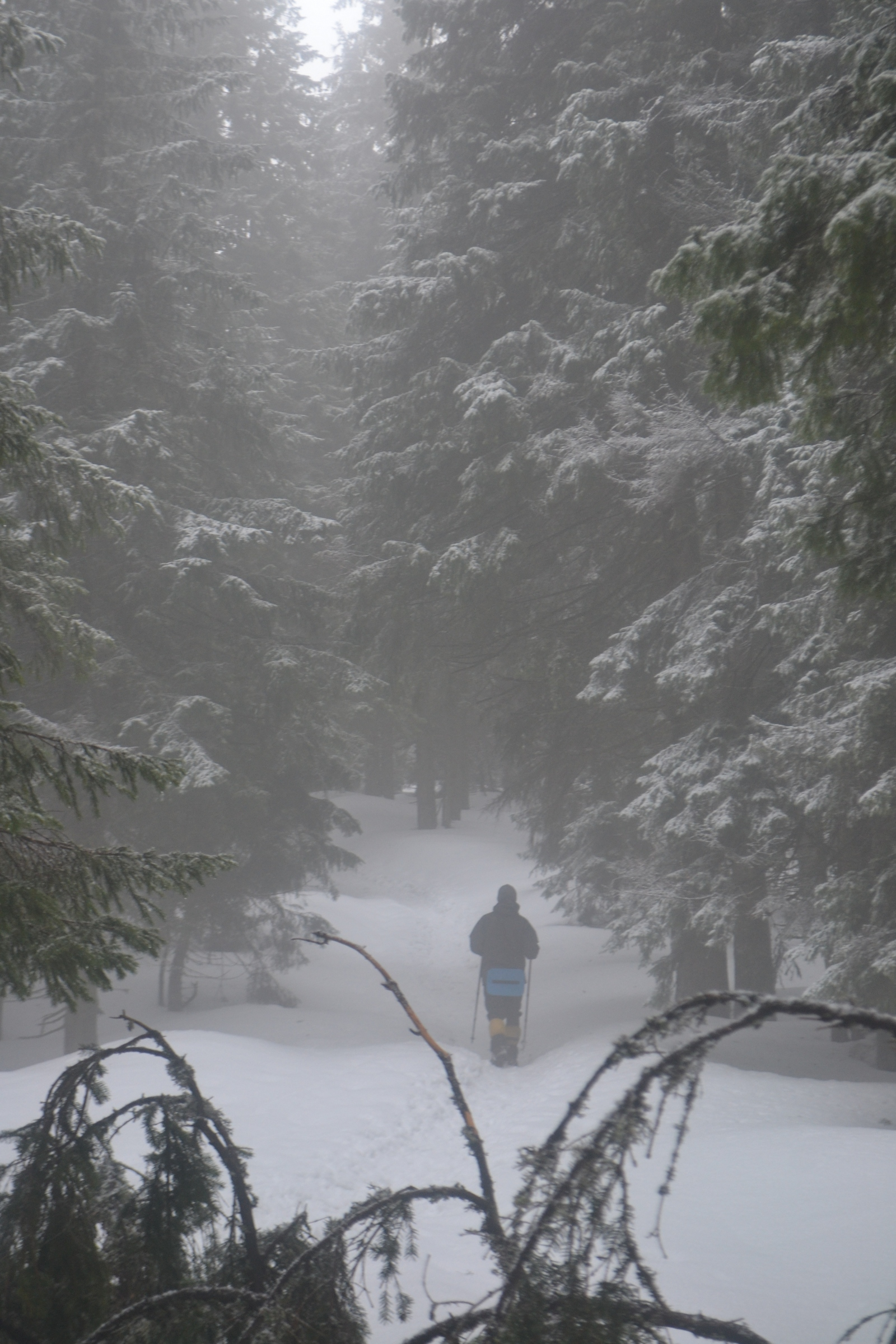
Подъём на Поп Иван (Чёрную Гору)

Гора Поп-Иван Черногорский известна главным образом своей обсерваторией «Белый слон», находящейся на самой вершине. Название обсерватория получила по соответствующей идиоме, так как её строительство и содержание обошлись в немалую, по тем временам, сумму, научная отдача была крайне невелика, а задачи обсерватории — неясны.
В 1918-1939 годах через вершину проходила польско-чехословацкая граница. Обсерваторию начали строить в 1936-м году, задействовав в её строительстве в основном людей из окрестных сёл. 29 июля 1938 года состоялось торжественное открытие. Комплекс включал 43 помещения. Состояла обсерватория из пятиэтажной гостиницы, хозяйственных пристроек и башни с телескопом. Башню венчал 10-метровый медный купол, открывавшийся автоматически. В здании была собственная электростанция. Подача воды осуществлялась с помощью двух мощных электронасосов.
В 1939 году здание перешло к СССР. Здесь была организована первая в Советском Союзе высокогорная геофизическая обсерватория и метеостанция. Но с началом войны сюда пришли венгерские войска, устроившие на вершине наблюдательный пункт. После отхода венгров обсерватория так и не продолжила работу.
В октябре 1996 года в Яремче состоялось научно-практическое совещание по вопросу «метеоролого-астрономической обсерватории на горе Поп Иван», в которой приняли участие представители различных учреждений Украины и Польши. Однако в итоге Национальная академия наук Украины посчитала ненужной её эксплуатацию.